# Neville Dixey
Charles Neville Douglas Dixey (* 7. November 1881 in London; † 6. März 1947) war ein britischer Politiker (Liberal Party) und Geschäftsmann. Er war u. a. zeitweise Vorsitzender von Lloyd’s of London.

## Leben und Tätigkeit
Dixey war der älteste Sohn von Charles Douglas Dixey. Er wurde von Privatlehrern ausgebildet.
1928 wurde Dixey zum Mitglied des Führungsgremiums von Lloyd’s of London gewählt. In den Jahren 1931, 1924 und 1936 bekleidete er den Posten des Vorsitzenden dieses Konzerns.
Bei der britischen Parlamentswahl des Jahres 1922 bewarb Dixey sich erstmals um einen Sitz im House of Commons, dem britischen Parlament: Er kandidierte für die Liberal Party im Wahlkreis Acton in Middlesx, unterlag aber gegen den Mandatsinhaber. Bei der vorzeitigen Parlamentswahl des Jahres 1923 trat Dixey im Wahlbezirk Southampton an, konnte sich aber ebenfalls nicht durchsetzen. Bei den Parlamentswahlen von 1924 und 1929 kandidierte Dixey dann zweimal im Wahlkreis Holderness musste sich aber beide Male dem konservativen Kandidaten Samuel Savery geschlagen geben.
Ende der 1930er Jahre wurde Dixey von den Polizeiorganen des nationalsozialistischen Deutschlands als wichtige Zielperson eingestuft: Im Frühjahr 1940 setzte das Reichssicherheitshauptamt in Berlin ihn dann auf die Sonderfahndungsliste G.B., ein Verzeichnis von Personen, die im Falle einer erfolgreichen deutschen Invasion Großbritanniens durch die Sonderkommandos der SS-Einsatzgruppen mit besonderer Priorität ausfindig gemacht und verhaftet werden sollten.

## Familie
Seit 1913 war Dixey mit Maguerite Isabel Groser verheiratet, mit der er drei Söhne hatte. Seine Ehefrau war zeitweise ehrenamtliche Sekretärin der Women’s Liberal Federation und Mitglied des Exekutivausschusses der Liberal Party. Der Sohn Paul war in den 1970er Jahren Vorstandsvorsitzender von Lloyds of London.